# Liste der Ramsar-Gebiete in Finnland
Die derzeitige Liste der Ramsar-Gebiete Finnlands umfasst insgesamt 49 Feuchtgebiete in Finnland mit einer Gesamtfläche von ca. 799,518 ha, die unter der Ramsar-Konvention registriert sind (Stand April 2022). Das nach dem Ort des Vertragsschlusses, der iranischen Stadt Ramsar, benannte Abkommen ist eines der ältesten internationalen Vertragswerke zum Umweltschutz.

Finnland trat der Ramsar-Konvention bereits am  21. Dezember 1975 bei und war damit das zweite Land weltweit, welches die vereinbarten Ziele versuchte umzusetzen. Damals nahm Finnland vorerst 11 Feuchtgebiete in die Liste auf, heute sind es bereits 49 mit einer Gesamtfläche von fast 8.000 km2. In den Jahren 2012-2020 (zur UN-Dekade Biologische Vielfalt) wurde vom 2013 neu gegründeten finnischen Ramsar-Komitee zusammen mit dem finnischen Park und Wildlife Service („Metsähallitus“) ein spezieller Aktionsplan erarbeitet, welcher im ersten Schritt die Bestandsaufnahme des derzeitigen Zustands der Feuchtgebiete und danach eine Analyse der Stärken, Schwächen, Bedrohungen und Chancen für den Schutz und die nachhaltige Nutzung der Feuchtgebiete beinhaltete. Auf deren Grundlage wurden in Folge insgesamt 55 Maßnahmen zur Verbesserung des Zustands der Feuchtgebiete festgelegt, was auch eine Schätzung der wirtschaftlichen und ökologischen Auswirkungen des Plans umfasste. Dieser Plan wurde mit dem neuen Ramsar-Strategieplan 2016-2024 abgestimmt und aktualisiert, welcher 2015 auf der 12. Tagung der Konferenz der Vertragsparteien des Übereinkommens über Feuchtgebiete in Punta del Este, Uruguay beschlossen wurde.
Der finnische Ramsar-Aktionsplan für Feuchtgebiete ist Teil des finnischen Beitrags zur Umsetzung dieser Strategie, welche besonders den alarmierenden Zustand der Feuchtgebiete hervorhebt, da von allen Lebensräumen der Welt die Feuchtgebiete am stärksten bedroht sind. Der Verlust von Lebensräumen ist eine der Hauptursachen für den weltweiten Rückgang der Artenvielfalt und mit dieser Ramsar-Strategie werden die sog. Aichi-Biodiversitätsziele des Übereinkommens über die biologische Vielfalt (CBD) festgelegt und mehrere Punkte der in der UN-Agenda 2030 für nachhaltige Entwicklung können damit umgesetzt werden.
Dabei legt Finnland besonders Wert auf die Erhaltung der polaren und subpolaren Torf- und Moorgebiete, Gletschervorfelder, Flüsse, Seen, feuchten Tundren, Meeresküsten und seichten Buchten der Ostsee-Inseln sowie auf den Schutz der dortigen Habitate und ihrer Arten. In zahlreichen Aktionen und bei der Mitarbeit in internationalen Fachkommissionen ist das Engagement Finnlands Wegbereiter für die Zusammenarbeit in den Grenzregionen sowie bei Natur- und Artenschutz.
Im Folgenden sind die Ramsar-Gebiete Finnlands gemäß der Reihenfolge der offiziellen Liste aufgeführt.
| Nr. | Name des Gebiets                                                                                               | Bild                           | Ramsar-Gebietsnr. | Ausweisungs- datum | Fläche (ha) | Höhe (m) | WPDA      | Region                | Lage                       |
| --- | --- | ------------------------------ | ----------------- | ------------------ | ----------- | -------- | --------- | --------------------- | -------------------------- |
| 1   | Aspskär Inseln englisch Aspskär Islands                                                                        | Bild gesucht                   | 2                 | 28. Mai 1974       | 728         | 0-10     | 67912     | Südfinnland           | 60,25667° N, 26,39222° O   |
| 2   | Vogelseen zwischen Rääkkylä und Kitee englisch Bird-lakes of Rääkkylä and Kitee                                | Bild gesucht                   | 1502              | 2. Feb. 2004       | 1.227       | 76-95    | 902757    | Ostfinnland           | 62,16667° N, 29,93333° O   |
| 3   | Vogelseen von Rantasalmi englisch Bird-Lakes of Rantasalmi                                                     | Bild gesucht                   | 1503              | 2. Feb. 2004       | 1.109       | 76-85    | 902758    | Ostfinnland           | 62,00816° N, 28,39588° O   |
| 4   | Vogel-Feuchtgebiete von Haapavesi englisch Bird Wetlands of Haapavesi                                          | Bild gesucht                   | 1504              | 2. Feb. 2004       | 3616        | 114-135  | 902759    | Oulu                  | 64,23085° N, 25,36026° O   |
| 5   | Vogel-Feuchtgebiete der Hailuoto Insel englisch Bird Wetlands of Hailuoto Island                               | Bild gesucht                   | 1505              | 2. Feb. 2004       | 6512        | 0-22     | 902760    | Oulu                  | 64,94069° N, 24,76909° O   |
| 6   | Vogel-Feuchtgebiete von Hanko und Ekenäs englisch Bird Wetlands of Hanko and Tammisaari                        | Halbinsel Hanko                | 1506              | 2. Feb. 2004       | 55.196      | 0-51     | 902761    | Südfinnland           | 59,82716° N, 23,07491° O   |
| 7   | Vogel-Feuchtgebiete von Lapväärtti englisch Bird Wetlands of Lapväärtti                                        | Bild gesucht                   | 1507              | 2. Feb. 2004       | 1.224       | 0-20     | 902762    | Westfinnland          | 62,1925° N, 21,45472° O    |
| 8   | Vogel-Feuchtgebiete von Siikajoki englisch Bird Wetlands of Siikajoki                                          | Weitere Bilder                 | 1508              | 2. Feb. 2004       | 2.691       | 0-28     | 902763    | Oulu                  | 64,85924° N, 24,70966° O   |
| 9   | Vogel-Feuchtgebiete des Gebiets Vanajavesi englisch Bird Wetlands of Vanajavesi Area                           | Bild gesucht                   | 1509              | 2. Feb. 2004       | 702         | 79-95    | 902764    | West- und Südfinnland | 61,20403° N, 24,19284° O   |
| 10  | Schärengarten von Björkör und Lågskär englisch Björkör and Lågskär Archipelago                                 | Leuchtturm auf Lågskär         | 4                 | 28. Mai 1974       | 6.309       | 0-20     | 67914     | Åland                 | 59,90083° N, 20,12306° O   |
| 11  | Inseln von Kainuunkylä englisch Kainuunkylä Islands                                                            | Bild gesucht                   | 1510              | 2. Feb. 2004       | 1.005       | 0-45     | 902765    | Lappland              | 66,21306° N, 23,74111° O   |
| 12  | Nationalpark Kauhaneva-Pohjakangas englisch Kauhaneva-Pohjankangas National Park                               | Weitere Bilder                 | 1511              | 2. Feb. 2004       | 6.849       | 160-190  | 902766    | Westfinnland          | 62,18306° N, 22,42361° O   |
| 13  | Bucht Kirkon-Vilkkiläntura englisch Kirkon-Vilkkiläntura Bay                                                   | Bild gesucht                   | 1512              | 2. Feb. 2004       | 194         | 0-6      | 902767    | Südfinnland           | 60,51528° N, 27,71278° O   |
| 14  | Moorgebiet Koitelainen englisch Koitelainen Mires                                                              | Moorgebiet am Berg Koitelainen | 12                | 28. Mai 1974       | 48.938      | 219-410  | 67922     | Lappland              | 67,79306° N, 27,1675° O    |
| 15  | Krunnit (Schären) englisch Krunnit Islands                                                                     | Bild gesucht                   | 7                 | 28. Mai 1974       | 4.435       | 0-7      | 67917     | Oulu                  | 65,37806° N, 24,91306° O   |
| 16  | See Kirkkojärvi und Bucht Lupinlahti englisch Lake Kirkkojärvi and Lupinlahti Bay                              | Weitere Bilder                 | 1513              | 2. Feb. 2004       | 649         | 0-5      | 902768    | Südfinnland           | 60,54688° N, 27,23696° O   |
| 17  | Seengebiet Kirkkojärvi englisch Lake Kirkkojärvi Area                                                          | See Kirkkojärvi, Kangasala     | 1514              | 2. Feb. 2004       | 305         | 84-94    | 902769    | Westfinnland          | 61,44944° N, 24,06194° O   |
| 18  | Seengebiet Kutajärvi englisch Lake Kutajärvi Area                                                              | Bild gesucht                   | 1515              | 2. Feb. 2004       | 1.051       | 81-86    | 902770    | Südfinnland           | 61,06222° N, 25,45417° O   |
| 19  | Feuchtgebiete am See Läppträsket englisch Lake Läppträsket                                                     | Bild gesucht                   | 1516              | 2. Feb. 2004       | 199         | 5-12     | 902771    | Südfinnland           | 60,04667° N, 23,66028° O   |
| 20  | Feuchtgebiete an den Seen Aittojärvi und Kongasjärvi englisch Lakes Aittojärvi and Kongasjärvi                 | Bild gesucht                   | 1518              | 2. Feb. 2004       | 703         | 107-125  | 902773    | Oulu                  | 65,29344° N, 26,97435° O   |
| 21  | Feuchtgebiete an den Seen Heinä-Suvanto und Hetejärvi englisch Lakes Heinä-Suvanto and Hetejärvi               | Bild gesucht                   | 1519              | 2. Feb. 2004       | 1.224       | 133-139  | 902774    | Ost- und Westfinnland | 63,14139° N, 26,18449° O   |
| 22  | Feuchtgebiete am See Sysmäjärvi englisch Lake Sysmäjärvi                                                       | Bild gesucht                   | 1517              | 2. Feb. 2004       | 734         | 85-90    | 902772    | Ostfinnland           | 62,68639° N, 29,05917° O   |
| 23  | Moorgebiet Lätäseno-Hietajoki englisch Lätäseno-Hietajoki Mires                                                | Bild gesucht                   | 1520              | 2. Feb. 2004       | 43.367      | 330-530  | 902775    | Lappland              | 68,65917° N, 22,33056° O   |
| 24  | Nationalpark Lemmenjoki englisch Lemmenjoki National Park                                                      | Weitere Bilder                 | 1521              | 2. Feb. 2004       | 285.900     | 147-600  | 902776    | Lappland              | 68,59944° N, 25,6125° O    |
| 25  | Moorgebiet Levaneva englisch Levaneva Mires                                                                    | Bild gesucht                   | 1522              | 2. Feb. 2004       | 3.343       | 77-92    | 902777    | Westfinnland          | 62,77778° N, 22,09556° O   |
| 26  | Bucht Liminganlahti englisch Liminganlahti Bay Area                                                            | Weitere Bilder                 | 1523              | 2. Feb. 2004       | 12.275      | 0-5      | 902778    | Oulu                  | 64,90667° N, 25,25806° O   |
| 27  | Moorgebiete Martimoaapa-Lumiaapa-Penikat englisch Martimoaapa-Lumiaapa-Penikat Mires                           | Weitere Bilder                 | 11                | 28. Mai 1974       | 14.086      | 50-185   | 67921     | Lappland              | 65,84° N, 25,13528° O      |
| 28  | Moorgebiet Olvassuo englisch Olvassuo Mires                                                                    | Weitere Bilder                 | 1524              | 2. Feb. 2004       | 27.073      | 115-210  | 902779    | Oulu                  | 65,12306° N, 27,19278° O   |
| 29  | Nationalpark Oulanka englisch Oulanka National Park                                                            | Weitere Bilder                 | 1525              | 2. Feb. 2004       | 29.390      | 140-385  | 902780    | Oulu und Lappland     | 66,39306° N, 29,38306° O   |
| 30  | Nationalpark Patvinsuo englisch Patvinsuo National Park                                                        | Weitere Bilder                 | 10                | 28. Mai 1974       | 12.727      | 143-270  | 67920     | Ostfinnland           | 63,11111° N, 30,73611° O   |
| 31  | Bucht Pernajanlahti englisch Pernajanlahti Bay                                                                 | Pernajanlahti                  | 1526              | 2. Feb. 2004       | 1.143       | 0-10     | 902781    | Südfinnland           | 60,46213° N, 25,973° O --> |
| 32  | Moorgebiet Pilvineva englisch Pilvineva Mires                                                                  | Bild gesucht                   | 1527              | 2. Feb. 2004       | 3.667       | 115-137  | 902782    | Westfinnland          | 63,47972° N, 23,9925° O    |
| 33  | Feuchtgebiete an der Mündung des Porvoonjoki englisch Porvoonjoki Estuary-Stensböle                            | Flussmündung des Porvoonjoki   | 8                 | 28. Mai 1974       | 958         | 0-15     | 67918     | Südfinnland           | 60,35088° N, 25,69153° O   |
| 34  | Schärengebiet Kvarken (ehemals Schärengebiet von Valassaaret and Björkögrunden) englisch Quark Archipelago     | Weitere Bilder                 | 6                 | 28. Mai 1974       | 63.699      | 0-20     | 67916     | Westfinnland          | 63,34169° N, 21,46591° O   |
| 35  | Nationalpark Riisitunturi englisch Riisitunturi National Park                                                  | Weitere Bilder                 | 1528              | 2. Feb. 2004       | 12.461      | 240-465  | 902783    | Lappland              | 66,21361° N, 28,45806° O   |
| 36  | Moorgebiete am Luiro englisch River Luiro Mires                                                                | River Luiro                    | 1529              | 2. Feb. 2004       | 12.345      | 155-185  | 902784    | Lappland              | 67,27917° N, 27,56194° O   |
| 37  | Nationalpark Salamajärvi englisch Salamajärvi National Park                                                    | Weitere Bilder                 | 1530              | 2. Feb. 2004       | 9.261       | 160-205  | 902785    | Westfinnland          | 63,25528° N, 24,76889° O   |
| 38  | Moorgebiet Sammuttijänkä-Vaijoenjänkä englisch Sammuttijänkä-Vaijoenjänkä Mires                                | Bild gesucht                   | 1531              | 2. Feb. 2004       | 51.749      | 190-310  | 902786    | Lappland              | 69,47408° N, 27,66289° O   |
| 39  | Schärengebiet von Signilskär-Märket englisch Signilskär-Märket Archipelago                                     | Weitere Bilder                 | 5                 | 28. Mai 1974       | 22.566      | 0-10     | 555623694 | Åland                 | 60,20575° N, 19,33525° O   |
| 40  | Buchten Siikalahti, Rautalahti und Sammallampi am See Simpelejärvi englisch Siikalahti Bay Area                | Bild gesucht                   | 1532              | 2. Feb. 2004       | 682         | 69-77    | 902787    | Südfinnland           | 61,57218° N, 29,57176° O   |
| 41  | Schärengebiet von Söderskär und Långören englisch Söderskär and Långören Archipelago                           | Weitere Bilder                 | 3                 | 28. Mai 1974       | 18.219      | 0-13     | 67913     | Südfinnland           | 60,12361° N, 25,68472° O   |
| 42  | Moorgebiet Sotkavuoma englisch Sotkavuoma Mires                                                                | Bild gesucht                   | 1533              | 2. Feb. 2004       | 2.602       | 288-327  | 902788    | Lappland              | 68,33944° N, 23,27694° O   |
| 43  | Moorgebiet Suurenaukeansuo-Isosuo und See Pohjalampi englisch Suurenaukeansuo-Isosuo Mires and Lake Pohjalampi | Bild gesucht                   | 1534              | 2. Feb. 2004       | 1.640       | 105-117  | 902789    | Ostfinnland           | 62,18667° N, 27,05917° O   |
| 44  | Moorgebiet Teuravuoma-Kivijärvenvuoma englisch Teuravuoma-Kivijärvenvuoma Mires                                | Bild gesucht                   | 1535              | 2. Feb. 2004       | 5.788       | 170-185  | 902790    | Lappland              | 67,33861° N, 24,09417° O   |
| 45  | Nationalpark Torronsuo englisch Torronsuo National Park                                                        | Weitere Bilder                 | 1536              | 2. Feb. 2004       | 3.093       | 100-130  | 902791    | Südfinnland           | 60,73171° N, 23,62902° O   |
| 46  | Nationalpark Valkmusa englisch Valkmusa National Park                                                          | Weitere Bilder                 | 1537              | 2. Feb. 2004       | 1.710       | 18-64    | 902792    | Südfinnland           | 60,56111° N, 26,70139° O   |
| 47  | Sumpfgebiete der Buchten Vanhankaupunginlahti und Laajalahti englisch Vanhankaupunginlahti, Laajalahti         | Weitere Bilder                 | 9                 | 28. Mai 1974       | 508         | 0-13     | 67919     | Südfinnland           | 60,21253° N, 24,99836° O   |
| 48  | Bucht Vassorfjärden englisch Vassorfjärden Bay                                                                 | Bild gesucht                   | 1538              | 2. Feb. 2004       | 1.537       | 0-10     | 902793    | Westfinnland          | 63,19278° N, 21,99° O      |
| 49  | Moorgebiet Veneneva-Pelso englisch Veneneva-Pelso Mires                                                        | Bild gesucht                   | 1539              | 2. Feb. 2004       | 12.039      | 90-134   | 902794    | Oulu                  | 64,48° N, 26,18556° O      |